# 不対電子

一酸化窒素のN原子上には1つの不対電子がある。

不対電子（ふついでんし、英: unpaired electron）とは、分子や原子の最外殻軌道に位置する対になっておらず、電子対を作っていない電子のこと。共有結合を作る共有電子対や非共有電子対に比べ、化学的に不安定であり、反応性が高い。有機化学においては、不対電子を持つ、寿命の短いラジカルが反応経路を説明するのに重要な役割を果たしている。
電子は量子数によって決められる電子軌道を運動している。
s軌道やp軌道は、原子価を満たすようにsp3、sp2、spなどの混成軌道を形成するので、不対電子が現れることは少ない。これらの軌道ではラジカルは二量化し、電子が非局在化して安定化する。対照的に、d軌道やf軌道において、不対電子はよく見られる。これは、1つの電子軌道に入ることができる電子の数が多く、結合が弱くなるためである。またこれらの軌道においては、ラジカル拡大が比較的小さく、二量体にはなりにくい。
たとえば原子番号8の酸素は8個の電子を持つ。1s、2s軌道に各2個、2p軌道には4個の電子が配置される。2p軌道には1個あるいはスピンの向きが反対の2個の電子を入れることのできる軌道が3組あるので、酸素原子の最外殻には1組（2s軌道の2個を除いて）の対になった電子と、対になっていない2個の電子が存在することになる。
酸素分子は酸素原子2個からなるが、酸素分子の分子軌道では、2p軌道の計8個の電子は、もともと対になっている4個（2組）と、共有され対になった2個と、対になっていない2個という配置になる。
また、一酸化窒素も不対電子をもつ物質の一つである。
対になっていない電子があることが磁性の特性をきめる。